# Azteca diabolica
Azteca diabolica este o specie de furnică din genul Azteca. Descrisă de Guerrero, Delabie și Dejean în 2010, specia este endemică pentru Panama.